# Pietro Agostino Scorza
Pietro Agostino Scorza (Torremaggiore, 11 luglio 1676 – ...) è stato un arcivescovo cattolico italiano.

## Biografia
Nato a Torremaggiore l'11 luglio 1676, il 19 dicembre 1699 venne ordinato diacono e il 18 settembre 1700  sacerdote. 
Il 12 giugno 1724 fu nominato vescovo di Teramo da papa Benedetto XIII. Ricevette l'ordinazione episcopale il 24 giugno successivo dal cardinale Lorenzo Corsini (futuro papa Clemente XII). 
Il 9 aprile 1731 fu nominato arcivescovo metropolita di Amalfi dallo stesso papa Clemente XII. Resse l'arcidiocesi fino al 17 febbraio 1748, giorno delle sue dimissioni.

## Genealogia episcopale
La genealogia episcopale è:
- Cardinale Scipione Rebiba
- Cardinale Giulio Antonio Santori
- Cardinale Girolamo Bernerio, O.P.
- Arcivescovo Galeazzo Sanvitale
- Cardinale Ludovico Ludovisi
- Cardinale Luigi Caetani
- Cardinale Ulderico Carpegna
- Cardinale Paluzzo Paluzzi Altieri degli Albertoni
- Cardinale Flavio Chigi
- Papa Clemente XII
- Arcivescovo Pietro Agostino Scorza